# Copa Libertadores da América de 1984
A Copa Libertadores da América de 1984 foi a 25.ª edição da competição sul-americana organizada pela CONMEBOL. Participaram vinte e um clubes de dez países: Argentina, Bolívia, Brasil, Chile, Colômbia, Equador, Paraguai, Peru, Uruguai e Venezuela. O torneio começou em 11 de fevereiro e encerrou-se em 27 de julho de 1984. 
O campeão deste ano foi o Independiente, da Argentina, que venceu no jogo de ida, no estádio Olímpico, em Porto Alegre, por 1 a 0, o Grêmio, do Brasil; no jogo de volta, em Doble Visera, em Avellaneda, empatou em 0 a 0. A partir disso, o Independiente conquistou seu sétimo título da competição e tornou-se o maior campeão da Libertadores naquele momento. 

## Regulamento
Na primeira fase da Libertadores, os 20 times estão divididos em cinco grupos de quatro equipes cada, que jogam entre si em turno e returno. Classificam-se apenas os campeões de cada chave.
Já na segunda fase, os clubes estão separados em duas chaves de três clubes, incluindo o campeão da Libertadores do ano anterior, nesse caso, o Grêmio, do Brasil. Jogam em turno e returno, dentro das chaves. Os vencedores de cada grupo vão a final.
Por fim, a final é disputada entre ida e volta, e se houver empate ou vitória para cada lado nos dois jogos, a decisão é realizada em um terceiro jogo para confirmar o campeão da competição.

## Equipes participantes
| País                                   | Equipe                         | Classificacão |
| -------------------------------------- | ------------------------------ | --- |
| Argentina 2 vagas                      | Estudiantes Independiente      | Campeão do Campeonato Argentino de 1983 Campeão do Campeonato Metropolitano Argentino de 1983                                       |
| Bolivia 2 vagas                        | Bolívar Blooming               | Campeão do Campeonato Boliviano 1983 Campeão do Torneio Apertura Boliviano 1983                                                     |
| Brasil 2 vagas + atual campeão vigente | Grêmio Flamengo Santos         | Campeão da Copa Libertadores da América de 1983 Campeão Campeonato Brasileiro de 1983 Vice-campeão do Campeonato Brasileiro de 1983 |
| Chile 2 vagas                          | Universidad Católica O'Higgins | Campeão do Torneio Apertura Chileno de 1983 Vice-campeão do Torneio Apertura Chileno de 1983                                        |
| Colômbia 2 vagas                       | América de Cali Junior         | Campeão do Campeonato Colombiano de 1983 Vice-campeão do Campeonato Colombiano de 1983                                              |
| Equador 2 vagas                        | El Nacional 9 de Octubre       | Campeão do Campeonato Equatoriano de 1983 Vice-campeão do Campeonato Equatoriano de 1983                                            |
| Paraguai 2 vagas                       | Olimpia Sportivo Luqueño       | Campeão do Campeonato Paraguaio de 1983 Vice-campeão do Campeonato Paraguaio de 1983                                                |
| Peru 2 vagas                           | Sporting Cristal Melgar        | Campeão do Campeonato Descentralizado de 1983 Vice-campeão do Campeonato Descentralizado de 1983                                    |
| Uruguai 2 vagas                        | Nacional Danubio               | 1º lugar na Liguilla Pre-Libertadores de América de 1983 2º lugar na Liguilla Pre-Libertadores de América de 1983                   |
| Venezuela 2 vagas                      | ULA Portuguesa                 | Campeão da Primeira Divisão Venezuelana de 1983 Vice-campeão da Primeira Divisão Venezuelana de 1983                                |

## Fase de grupos[a]

### Grupo 1
| Time             | Pts | J | V | E | D | GP | GC | SG |
| ---------------- | --- | - | - | - | - | -- | -- | -- |
| Independiente    | 9   | 6 | 4 | 1 | 1 | 11 | 5  | 6  |
| Olímpia          | 9   | 6 | 4 | 1 | 1 | 8  | 5  | 3  |
| Sportivo Luqueño | 3   | 6 | 0 | 3 | 3 | 2  | 6  | -4 |
| Estudiantes      | 3   | 6 | 0 | 3 | 3 | 4  | 9  | -5 |

| 29 de fevereiro de 1984 |     |                  |  |            |
| Estudiantes LP          | 1–1 | Independiente    |  | La Plata   |
| 8 de março de 1984      |     |                  |  |            |
| Olímpia                 | 0–0 | Sportivo Luqueño |  | Assunção   |
| 15 de março de 1984     |     |                  |  |            |
| Sportivo Luqueño        | 0–1 | Independiente    |  | Assunção   |
| 16 de março de 1984     |     |                  |  |            |
| Olímpia                 | 1–0 | Independiente    |  | Assunção   |
| 20 de março de 1984     |     |                  |  |            |
| Sportivo Luqueño        | 0–0 | Estudiantes LP   |  | Assunção   |
| 23 de março de 1984     |     |                  |  |            |
| Olímpia                 | 2–1 | Estudiantes LP   |  | Assunção   |
| 27 de março de 1984     |     |                  |  |            |
| Estudiantes LP          | 1–1 | Sportivo Luqueño |  | La Plata   |
| 30 de março de 1984     |     |                  |  |            |
| Independiente           | 2–0 | Sportivo Luqueño |  | Avellaneda |
| 13 de abril de 1984     |     |                  |  |            |
| Independiente           | 4–1 | Estudiantes LP   |  | Avellaneda |
| Sportivo Luqueño        | 1–2 | Olímpia          |  | Assunção   |
| 24 de abril de 1984     |     |                  |  |            |
| Independiente           | 3–2 | Olímpia          |  | Avellaneda |
| 27 de abril de 1984     |     |                  |  |            |
| Estudiantes LP          | 0–1 | Olímpia          |  | La Plata   |

### Grupo 2
| Time                 | Pts | J | V | E | D | GP | GC | SG  |
| -------------------- | --- | - | - | - | - | -- | -- | --- |
| Universidad Católica | 9   | 6 | 4 | 1 | 1 | 11 | 5  | 6   |
| Blooming             | 8   | 6 | 3 | 2 | 1 | 10 | 6  | 4   |
| Bolívar              | 6   | 6 | 2 | 2 | 2 | 10 | 8  | 2   |
| O'Higgins            | 1   | 6 | 0 | 1 | 5 | 4  | 16 | -12 |

| 14 de março de 1984  |     |                      |  |                         |
| Universidad Católica | 2–0 | O'Higgins            |  | Santiago                |
| 17 de março de 1984  |     |                      |  |                         |
| Bolívar              | 0–0 | Blooming             |  | La Paz                  |
| 21 de março de 1984  |     |                      |  |                         |
| Bolívar              | 3–2 | Universidad Católica |  | La Paz                  |
| 25 de março de 1984  |     |                      |  |                         |
| Blooming             | 1–2 | Universidad Católica |  | Santa Cruz de la Sierra |
| 28 de março de 1984  |     |                      |  |                         |
| Blooming             | 3–2 | O'Higgins            |  | Santa Cruz de la Sierra |
| 1 de abril de 1984   |     |                      |  |                         |
| Bolívar              | 5–1 | O'Higgins            |  | La Paz                  |
| 24 de abril de 1984  |     |                      |  |                         |
| Blooming             | 2–1 | Bolívar              |  | Santa Cruz de la Sierra |
| 25 de abril de 1984  |     |                      |  |                         |
| O'Higgins            | 0–2 | Universidad Católica |  | Rancagua                |
| 2 de maio de 1984    |     |                      |  |                         |
| O'Higgins            | 3–4 | Blooming             |  | Rancagua                |
| 6 de maio de 1984    |     |                      |  |                         |
| Universidad Católica | 0–0 | Blooming             |  | Santiago                |
| 9 de maio de 1984    |     |                      |  |                         |
| O'Higgins            | 0–0 | Bolívar              |  | Rancagua                |
| 13 de maio de 1984   |     |                      |  |                         |
| Universidad Católica | 3–2 | Bolívar              |  | Santiago                |

### Grupo 3
| Time            | Pts | J | V | E | D | GP | GC | SG |
| --------------- | --- | - | - | - | - | -- | -- | -- |
| Flamengo        | 11  | 6 | 5 | 1 | 0 | 19 | 6  | 13 |
| América de Cali | 7   | 6 | 3 | 1 | 2 | 8  | 9  | -1 |
| Junior          | 4   | 6 | 2 | 0 | 4 | 9  | 12 | -3 |
| Santos          | 2   | 6 | 1 | 0 | 5 | 5  | 14 | -9 |

| 11 de fevereiro de 1984 |     |                 |  |                |
| Flamengo                | 4–1 | Santos FC       |  | Rio de Janeiro |
| 21 de março de 1984     |     |                 |  |                |
| América de Cali         | 2–0 | Junior          |  | Cáli           |
| 27 de março de 1984     |     |                 |  |                |
| América de Cali         | 1–1 | Flamengo        |  | Cáli           |
| 29 de março de 1984     |     |                 |  |                |
| Junior                  | 1–2 | Flamengo        |  | Barranquilla   |
| 3 de abril de 1984      |     |                 |  |                |
| Junior                  | 0–3 | Santos FC       |  | Barranquilla   |
| 5 de abril de 1984      |     |                 |  |                |
| América de Cali         | 1–0 | Santos FC       |  | Cáli           |
| 12 de abril de 1984     |     |                 |  |                |
| Junior                  | 4–1 | América de Cali |  | Barranquilla   |
| 20 de abril de 1984     |     |                 |  |                |
| Santos FC               | 0–5 | Flamengo        |  | São Paulo      |
| 27 de abril de 1984     |     |                 |  |                |
| Santos FC               | 0–1 | América de Cali |  | São Paulo      |
| 3 de maio de 1984       |     |                 |  |                |
| Flamengo                | 4–2 | América de Cali |  | Rio de Janeiro |
| 8 de maio de 1984       |     |                 |  |                |
| Santos FC               | 1–3 | Junior          |  | São Paulo      |
| 10 de maio de 1984      |     |                 |  |                |
| Flamengo                | 3–1 | Junior          |  | Rio de Janeiro |

### Grupo 4
| Time         | Pts | J | V | E | D | GP | GC | SG  |
| ------------ | --- | - | - | - | - | -- | -- | --- |
| Nacional     | 9   | 6 | 4 | 1 | 1 | 13 | 5  | 8   |
| El Nacional  | 8   | 6 | 3 | 2 | 1 | 12 | 6  | 6   |
| Danubio      | 5   | 6 | 2 | 1 | 3 | 8  | 8  | 0   |
| 9 de Octubre | 2   | 6 | 0 | 2 | 4 | 7  | 21 | -14 |

| 28 de março de 1984 |     |              |  |            |
| Danubio             | 0–1 | Nacional     |  | Montevidéu |
| 4 de abril de 1984  |     |              |  |            |
| El Nacional         | 3–1 | 9 de Octubre |  | Quito      |
| 8 de abril de 1984  |     |              |  |            |
| 9 de Octubre        | 2–2 | Danubio      |  | Quito      |
| El Nacional         | 3–1 | Nacional     |  | Quito      |
| 15 de abril de 1984 |     |              |  |            |
| 9 de Octubre        | 1–3 | Nacional     |  | Quito      |
| El Nacional         | 3–2 | Danubio      |  | Quito      |
| 25 de abril de 1984 |     |              |  |            |
| 9 de Octubre        | 2–2 | El Nacional  |  | Quito      |
| 26 de abril de 1984 |     |              |  |            |
| Nacional            | 1–0 | Danubio      |  | Montevidéu |
| 3 de maio de 1984   |     |              |  |            |
| Nacional            | 1–1 | El Nacional  |  | Montevidéu |
| 4 de maio de 1984   |     |              |  |            |
| Danubio             | 5–1 | 9 de Octubre |  | Montevidéu |
| 8 de maio de 1984   |     |              |  |            |
| Danubio             | 1–0 | El Nacional  |  | Montevidéu |
| 9 de maio de 1984   |     |              |  |            |
| Nacional            | 6–0 | 9 de Octubre |  | Montevidéu |

### Grupo 5
| Time                     | Pts | J | V | E | D | GP | GC | SG |
| ------------------------ | --- | - | - | - | - | -- | -- | -- |
| Universidad de Los Andes | 8   | 6 | 4 | 0 | 2 | 6  | 4  | 2  |
| Sporting Cristal         | 8   | 6 | 4 | 0 | 2 | 8  | 6  | 2  |
| Portuguesa               | 6   | 6 | 3 | 0 | 3 | 9  | 7  | 2  |
| Melgar                   | 2   | 6 | 1 | 0 | 5 | 5  | 11 | -6 |

| 11 de março de 1984 |     |                  |  |          |
| Sporting Cristal    | 3–2 | Melgar           |  | Trujillo |
| 18 de março de 1984 |     |                  |  |          |
| ULA Mérida          | 2–0 | Portuguesa       |  | Mérida   |
| 21 de março de 1984 |     |                  |  |          |
| Portuguesa          | 1–0 | Sporting Cristal |  | Acarigua |
| ULA Mérida          | 1–0 | Melgar           |  | Mérida   |
| 25 de março de 1984 |     |                  |  |          |
| Portuguesa          | 4–0 | Melgar           |  | Acarigua |
| ULA Mérida          | 0–1 | Sporting Cristal |  | Mérida   |
| 1 de abril de 1984  |     |                  |  |          |
| Melgar              | 2–0 | Sporting Cristal |  | Arequipa |
| Portuguesa          | 1–2 | ULA Mérida       |  | Acarigua |
| 4 de abril de 1984  |     |                  |  |          |
| Sporting Cristal    | 2–1 | Portuguesa       |  | Trujillo |
| 5 de abril de 1984  |     |                  |  |          |
| Melgar              | 0–1 | ULA Mérida       |  | Arequipa |
| 8 de abril de 1984  |     |                  |  |          |
| Melgar              | 1–2 | Portuguesa       |  | Arequipa |
| Sporting Cristal    | 2–0 | ULA Mérida       |  | Trujillo |
| Desempate           |     |                  |  |          |
| 11 de maio de 1984  |     |                  |  |          |
| ULA Mérida          | 2–1 | Sporting Cristal |  | Cáli     |

## Semifinais

### Grupo A
| Time                  | Pts | J | V | E | D | GP | GC | SG |
| --------------------- | --- | - | - | - | - | -- | -- | -- |
| Independiente         | 6   | 4 | 2 | 2 | 0 | 4  | 2  | 2  |
| Nacional¹             | 3   | 3 | 1 | 1 | 1 | 3  | 2  | 1  |
| Universidad Católica¹ | 1   | 3 | 0 | 1 | 2 | 1  | 4  | -3 |

| 31 de maio de 1984   |     |                      |  |            |
| Nacional             | 1–1 | Independiente        |  | Montevidéu |
| 7 de junho de 1984   |     |                      |  |            |
| Universidad Católica | 0–0 | Independiente        |  | Santiago   |
| 26 de junho de 1984  |     |                      |  |            |
| Independiente        | 2–1 | Universidad Católica |  | Avellaneda |
| 29 de junho de 1984  |     |                      |  |            |
| Nacional             | 2–0 | Universidad Católica |  | Montevidéu |
| 4 de julho de 1984   |     |                      |  |            |
| Independiente        | 1–0 | Nacional             |  | Avellaneda |

¹A partida Universidad Católica vs. Nacional, que deveria ter sido disputada no dia 11 de julho, foi suspensa de comum acordo entre os clubes e a CONMEBOL.

### Grupo B
| Time                     | Pts | J | V | E | D | GP | GC | SG  |
| ------------------------ | --- | - | - | - | - | -- | -- | --- |
| Grêmio                   | 6   | 4 | 3 | 0 | 1 | 14 | 5  | 9   |
| Flamengo                 | 6   | 4 | 3 | 0 | 1 | 9  | 7  | 2   |
| Universidad de Los Andes | 0   | 4 | 0 | 0 | 4 | 2  | 13 | -11 |

| 26 de junho de 1984 |     |            |  |                |
| Grêmio              | 5–1 | Flamengo   |  | Porto Alegre   |
| 29 de junho de 1984 |     |            |  |                |
| ULA Mérida          | 0–3 | Flamengo   |  | Caracas        |
| 3 de julho de 1984  |     |            |  |                |
| ULA Mérida          | 0–2 | Grêmio     |  | Caracas        |
| 6 de julho de 1984  |     |            |  |                |
| Flamengo            | 3–1 | Grêmio     |  | Rio de Janeiro |
| 9 de julho de 1984  |     |            |  |                |
| Grêmio              | 6–1 | ULA Mérida |  | Porto Alegre   |
| 12 de julho de 1984 |     |            |  |                |
| Flamengo            | 2–1 | ULA Mérida |  | Rio de Janeiro |
| Desempate           |     |            |  |                |
| 19 de julho de 1984 |     |            |  |                |
| Grêmio              | 0–0 | Flamengo   |  | São Paulo      |

## Finais
Jogo de ida
| 24 de julho | Grêmio | 0 – 1     | Independiente  | Olímpico Monumental, Porto Alegre        |
|             |        | Relatório | Burruchaga 24' | Público: 75 000 Árbitro: Juan Cardellino |

Grêmio: João Marcos, Casemiro, Baidek, De León e Paulo César; China, Luís Carlos e Osvaldo; Renato, Guilherme (Gílson) e Tarciso. Técnico: Carlos Froner
Independiente: Goyen, Clausen, Villaverde, Trossero e Carlos Enrique; Giusti, Morangoni e Bochini; Burruchaga, Bufarini e Barberon (Reynoso). Técnico: José Omar Pastoriza
Jogo de volta
| 27 de julho | Independiente | 0 – 0     | Grêmio | La Doble Visera, Avellaneda         |
|             |               | Relatório |        | Público: 60 000 Árbitro: Mario Lira |

Independiente: Goyen; Clausen (Zimmerman), Villaverde, Trossero e Carlos Enrique; Giusti, Morangoni, Bochini e Burruchaga; Bufarini e Barberon. Técnico: José Omar Pastoriza
Grêmio: João Marcos; Paulo César, Baidek, De León e Casemiro; China, Osvaldo e Luis Carlos; Renato, Guilherme e Tarciso. Técnico: Carlos Froner
| Libertadores de 1984              |
| --------------------------------- |
| INDEPENDIENTE Campeão (7º título) |

## Classificação Final
| Pos | Times                    | P  | J  | V | E | D | GP | GC | SG  | Resultado     |
| --- | ------------------------ | -- | -- | - | - | - | -- | -- | --- | ------------- |
| 1   | Independiente            | 18 | 12 | 7 | 4 | 1 | 16 | 7  | +9  | Campeão       |
| 2   | Grêmio                   | 7  | 6  | 3 | 1 | 2 | 14 | 6  | +8  | Vice campeão  |
| 3   | Flamengo                 | 17 | 10 | 8 | 1 | 1 | 28 | 13 | +15 | Semifinal     |
| 4   | Nacional                 | 12 | 9  | 5 | 2 | 2 | 16 | 7  | +9  | Semifinal     |
| 5   | Universidad Católica     | 10 | 9  | 4 | 2 | 3 | 12 | 9  | +3  | Semifinal     |
| 6   | Universidad de Los Andes | 8  | 10 | 4 | 0 | 6 | 8  | 17 | -9  | Semifinal     |
| 7   | Olímpia                  | 9  | 6  | 4 | 1 | 1 | 8  | 5  | 3   | Primeira Fase |
| 8   | El Nacional              | 8  | 6  | 3 | 2 | 1 | 12 | 6  | 6   | Primeira Fase |
| 9   | Blooming                 | 8  | 6  | 3 | 2 | 1 | 10 | 6  | 4   | Primeira Fase |
| 10  | Sporting Cristal         | 8  | 6  | 4 | 0 | 2 | 8  | 6  | 2   | Primeira Fase |
| 11  | América de Cali          | 7  | 6  | 3 | 1 | 2 | 8  | 9  | -1  | Primeira Fase |
| 12  | Bolívar                  | 6  | 6  | 2 | 2 | 2 | 10 | 8  | 2   | Primeira Fase |
| 13  | Portuguesa               | 6  | 6  | 3 | 0 | 3 | 9  | 7  | 2   | Primeira Fase |
| 14  | Danubio                  | 5  | 6  | 2 | 1 | 3 | 8  | 8  | 0   | Primeira Fase |
| 15  | Junior                   | 4  | 6  | 2 | 0 | 4 | 9  | 12 | -3  | Primeira Fase |
| 16  | Sportivo Luqueño         | 3  | 6  | 0 | 3 | 3 | 2  | 6  | -4  | Primeira Fase |
| 17  | Estudiantes              | 3  | 6  | 0 | 3 | 3 | 4  | 9  | -5  | Primeira Fase |
| 18  | Melgar                   | 2  | 6  | 1 | 0 | 5 | 5  | 11 | -6  | Primeira Fase |
| 19  | Santos                   | 2  | 6  | 1 | 0 | 5 | 5  | 14 | -9  | Primeira Fase |
| 20  | 9 de Octubre             | 2  | 6  | 0 | 2 | 4 | 7  | 21 | -14 | Primeira Fase |
| 21  | O'Higgins                | 1  | 6  | 0 | 1 | 5 | 4  | 16 | -12 | Primeira Fase |